# Nekrolog 1787
Nekrolog
◄◄
| ◄
| 1783
| 1784
| 1785
| 1786
| 1787 | 1788 | 1789 | 1790 | 1791 | ► | ►►
Weitere Ereignisse | Allgemeiner Nekrolog 1787
Die Beschreibung der verstorbenen Person sollte so kurz wie möglich gehalten sein und nur deren signifikante Tätigkeit(en) enthalten.
Neue Namen ggf. auch unter dem Geburts- und Sterbedatum, also etwa unter 1. Januar und im Geburts- und Sterbejahr (2024) eintragen (nur bei entsprechender großer Wichtigkeit). Für Beispiele siehe die schon vorhandenen Artikel.
Außerdem über die fünf zuletzt Verstorbenen, zu denen es einen ausreichend guten Artikel für eine Präsentation auf der Hauptseite gibt, nach der todesbedingten Überarbeitung der Artikel ggf. auch unter Wikipedia Diskussion:Hauptseite informieren und sie am besten auch in den anderen Wikipedia-Sprachversionen eintragen. Tipp: Regelmäßig bei news.google.de nach „ist tot“, „gestorben“ oder „verstorben“ suchen.
Wenn eine Person gestorben ist, gibt es viele Seiten zu dieser Person in der Wikipedia, die davon auch betroffen sind und entsprechend aktualisiert werden müssen. Beispiele: Namenübersichtsseite, Geburtsjahr, Geburtsort-Seiten und viele mehr.
Wie finde ich die betroffenen Seiten?
Im Suchfeld auf der linken Seite gibt man den Suchbegriff so ein: „Vorname Nachname“. Dann klickt man auf Volltext und alle Seiten mit entsprechendem Suchtext werden aufgerufen. Hier sieht man dann schnell, wo auch das Todesjahr Sinn macht oder sogar ein Teil des Artikels angepasst werden muss. Auch hilft das „Werkzeug“ auf der linken Seite sehr gut, um solche Seiten aufzufinden: „Links auf diese Seite“. Somit ist die Wikipedia wieder aktuell in allen Bereichen! Hinweis: bei Eintragung der Kategorie „Gestorben JAHR“ wird der Missbrauchsfilter 49 ausgelöst, was jedoch nicht schlimm ist. Siehe: Spezial:Missbrauchsfilter/49
Dies ist eine Liste von im Jahr 1787 verstorbenen bekannten Persönlichkeiten. Die Einträge erfolgen innerhalb der einzelnen Daten alphabetisch sortiert. Tiere sind im Nekrolog für Tiere zu finden.

## Januar
| Tag        | Name                                        | Beruf, bekannt als                                                                     | Alter | Beleg |
| ---------- | ------------------------------------------- | -------------------------------------------------------------------------------------- | ----- | ----- |
| 1. Januar  | José Anastácio da Cunha                     | portugiesischer Mathematiker, Mathematikhistoriker und Lyriker                         | 42    |       |
| 1. Januar  | Arthur Middleton                            | britisch-US-amerikanischer Politiker                                                   | 44    |       |
| 1. Januar  | Balthasar Petersen                          | deutscher Propst und Gründer des ersten Seminars für Schullehrer in Schleswig-Holstein | 83    |       |
| 4. Januar  | Ludovico Gallina                            | italienischer Maler                                                                    | 34    |       |
| 8. Januar  | William Draper                              | britischer Offizier                                                                    |       |       |
| 10. Januar | Friedrich Joachim Stengel                   | deutscher Architekt des Barock                                                         | 92    |       |
| 10. Januar | John Wentworth Jr.                          | US-amerikanischer Politiker                                                            | 41    |       |
| 14. Januar | Antonio Casali                              | Kardinal der katholischen Kirche                                                       | 71    |       |
| 14. Januar | Joseph Friedrich von Sachsen-Hildburghausen | Prinz und Regent von Sachsen-Hildburghausen, kaiserlicher Generalfeldmarschall         | 84    |       |
| 14. Januar | Joseph Franz Maria von Seinsheim            | kurbayerischer Politiker                                                               | 79    |       |
| 16. Januar | Wilhelmine Dorothee von der Marwitz         | Mätresse des Markgrafen Friedrich III. von Brandenburg-Bayreuth                        | 68    |       |
| 21. Januar | Joseph Grisel                               | französischer asketischer Schriftsteller und Geistlicher                               |       |       |
| 24. Januar | Madeleine Angélique Neufville de Villeroy   | französische Adlige und Salonnière                                                     | 79    |       |

## Februar
| Tag         | Name                                | Beruf, bekannt als                                                  | Alter | Beleg |
| ----------- | ----------------------------------- | ------------------------------------------------------------------- | ----- | ----- |
| 2. Februar  | Ignaz Raab                          | böhmischer Maler                                                    | 71    |       |
| 3. Februar  | Carl Ludwig von Bardeleben          | preußischer Landrat                                                 | 64    |       |
| 4. Februar  | Pompeo Batoni                       | italienischer Maler                                                 | 79    |       |
| 5. Februar  | Karl Albrecht                       | Reichsgraf von Ortenburg                                            | 43    |       |
| 8. Februar  | Johann Friedrich Gräfe              | deutscher Komponist                                                 |       |       |
| 8. Februar  | Malte Friedrich von Putbus          | Hofgerichtspräsident in Schwedisch-Pommern                          | 61    |       |
| 9. Februar  | Wilhelm Mac Neven O’Kelly ab Aghrim | irischer Mediziner, praktizierte in Böhmen, Hofarzt Maria Theresias |       |       |
| 9. Februar  | Sigmund Windisch                    | deutscher Bildhauer                                                 | 77    |       |
| 12. Februar | Rugjer Josip Bošković               | Mathematiker, Physiker und katholischer Priester                    | 75    |       |
| 13. Februar | Philipp II.                         | Graf zu Schaumburg-Lippe                                            | 63    |       |
| 13. Februar | Charles Gravier, comte de Vergennes | französischer Staatsmann                                            | 69    |       |
| 22. Februar | Johanna von Hohenzollern-Berg       | Gräfin von Berg-s'Heerenberg, Fürstin von Hohenzollern-Sigmaringen  | 59    |       |
| 23. Februar | Christian Friedrich Krull           | niedersächsischer Bildhauer der frühen Neuzeit                      | 38    |       |
| 25. Februar | Anton Ignaz von Fugger-Glött        | Bischof von Regensburg                                              | 75    |       |
| 26. Februar | Gotthilf Friedrich Tilebein         | deutscher Kaufmann und Reeder                                       | 59    |       |
| Februar     | Christian Hieronymus Lommer         | sächsischer Bergmeister und Hochschullehrer                         | 45    |       |

## März
| Tag      | Name                                                              | Beruf, bekannt als | Alter | Beleg |
| -------- | ----------------------------------------------------------------- | --- | ----- | ----- |
| 2. März  | Jean Nicolas Sébastien Allamand                                   | Schweizer Naturwissenschaftler                                                                                             | 73    |       |
| 3. März  | Columba Schonath                                                  | deutsche Dominikanerin und Mystikerin                                                                                      | 56    |       |
| 5. März  | Johann Friedrich von Pfeiffer                                     | deutscher Merkantilist | 69    |       |
| 11. März | Maximilien Gardel                                                 | französischer Tänzer und Choreograf                                                                                        | 45    |       |
| 12. März | Vicente Antonio García de la Huerta                               | spanischer Schriftsteller und Chronist                                                                                     | 53    |       |
| 13. März | Johann Daniel Schumann                                            | deutscher Schulmann und Prediger                                                                                           | 73    |       |
| 16. März | Johann Christian Pfennig                                          | deutscher Orgelbauer | 80    |       |
| 17. März | Anton August Beck                                                 | deutscher Kupferstecher | 73    |       |
| 19. März | Georg Carl I. August Ludwig von Leiningen-Westerburg-Neuleiningen | deutscher regierender Graf von Leiningen-Westerburg, Ritter des Ordens Pour le Mérite und niederländischer Generalleutnant | 70    |       |
| 21. März | Heinrich Weiß                                                     | deutscher Räuber in Württemberg                                                                                            |       |       |
| 23. März | Johann Georg von Lori                                             | bayerischer Beamter | 63    |       |
| 25. März | Andreas Moosbrugger                                               | österreichischer Rokoko-Stuckateur                                                                                         | 64    |       |
| 30. März | Amalie von Preußen                                                | deutsche Komponistin | 63    |       |

## April
| Tag       | Name                               | Beruf, bekannt als                                                                                                | Alter | Beleg |
| --------- | ---------------------------------- | --- | ----- | ----- |
| 2. April  | Conrad Christoph von Blixen        | schwedischer General                                                                                              | 70    |       |
| 2. April  | Thomas Gage                        | britischer General und Oberbefehlshaber britischer Streitkräfte während des Amerikanischen Unabhängigkeitskrieges |       |       |
| 3. April  | George William Fairfax             | britisch-amerikanischer Politiker                                                                                 | 63    |       |
| 3. April  | Tommaso Maria Ghilini              | italienischer Kardinal der katholischen Kirche                                                                    | 68    |       |
| 5. April  | Adelheid Maria Eichner             | deutsche Komponistin, Sängerin und Pianistin                                                                      |       |       |
| 5. April  | August Ludwig Schott               | deutscher Defendent, Hofgerichtsadvokat und Professor der Rechte in Tübingen, sowie Hofrat in Erlangen            | 35    |       |
| 9. April  | Johann Wilhelm Bernhard von Hymmen | preußischer Jurist, Autor und Dichter                                                                             |       |       |
| 10. April | Wilhelm Ludwig von Meusel          | preußischer Offizier, Ritter des Ordens Pour le Mérite, Chef des Grenadierbataillon von Meusel Nr. 2              |       |       |
| 11. April | Ulrich Heinrich Christoph Ruhe     | deutscher Trompeter                                                                                               | 80    |       |
| 15. April | Columban von Wieland               | salzburgischer Geistlicher                                                                                        |       |       |
| 16. April | Moise Dragoș                       | rumänischer Priester, Bischof von Großwardein                                                                     | 60    |       |
| 17. April | Wenceslaus Johann Gustav Karsten   | deutscher Mathematiker                                                                                            | 54    |       |
| 20. April | Alberich Fritz                     | österreichischer Zisterzienser und Abt                                                                            | 82    |       |
| 20. April | Franz Dominikus Häberlin           | deutscher Historiker und Publizist                                                                                | 67    |       |
| 22. April | Josef Starzer                      | österreichischer Komponist der Vorklassik                                                                         | 59    |       |
| 23. April | Johann Christian Schubart          | deutscher Landwirt und Agrarreformer                                                                              | 53    |       |
| 24. April | Benjamin Frobisher                 | kanadischer Fellhändler                                                                                           |       |       |
| 27. April | Ambrosio de Benavides              | Gouverneur von Chile                                                                                              | 69    |       |
| April     | Johann Samuel Sello                | Königlicher Hofgärtner                                                                                            |       |       |
| April     | Philipp Georg von Willich          | evangelischer Propst und Pfarrer in Sagard (Rügen)                                                                | 66    |       |

## Mai
| Tag     | Name                                        | Beruf, bekannt als                                                            | Alter | Beleg |
| ------- | ------------------------------------------- | ----------------------------------------------------------------------------- | ----- | ----- |
| 1. Mai  | Daniel Funk                                 | Schweizer Uhrmacher                                                           |       |       |
| 5. Mai  | Frederick St. John, 2. Viscount Bolingbroke | britischer Peer und Politiker                                                 | 54    |       |
| 6. Mai  | Heinrich Carl Brandt                        | österreichisch-deutscher Hofmaler                                             | 62    |       |
| 6. Mai  | Karoline von Oranien-Nassau-Diez            | Prinzessin von Oranien-Nassau-Dietz, durch Heirat Fürstin von Nassau-Weilburg | 44    |       |
| 6. Mai  | Karl Christoph von Linsing                  | deutscher Generalleutnant im Dienste des Kurfürstentums Hannover              | 83    |       |
| 10. Mai | William Watson                              | englischer Apotheker, Arzt und Naturforscher                                  | 72    |       |
| 13. Mai | Johann Michael Malzat                       | österreichischer Komponist der Klassik                                        | 38    |       |
| 19. Mai | Thomas Grebner                              | deutscher Jesuit, Philosoph und Kirchenhistoriker                             | 68    |       |
| 21. Mai | Johann Jacob Stahel                         | deutscher Buchdrucker und Buchhändler                                         | 63    |       |
| 22. Mai | Gottfried von Laimbeckhoven                 | österreichischer Jesuit, Missionar in China und Bischof von Nanjing           | 86    |       |
| 22. Mai | Ignaz Weinhart                              | österreichischer Ordensgeistlicher und Gelehrter                              | 81    |       |
| 23. Mai | Maximilian Stoll                            | österreichischer Arzt deutscher Herkunft                                      | 44    |       |
| 24. Mai | David Möllinger                             | deutscher Agrarreformer                                                       | 78    |       |
| 25. Mai | Carl Gustav Jablonsky                       | deutscher Naturforscher, Entomologe und Illustrator                           |       |       |
| 28. Mai | Joseph Deutschmann                          | österreichischer Rokokobildhauer                                              | 69    |       |
| 28. Mai | Leopold Mozart                              | deutscher Komponist und Musikpädagoge                                         | 67    |       |
| 28. Mai | Johann Ulrich Tobler                        | Schweizer Politiker                                                           | 83    |       |
| 31. Mai | Felix von Nicosia                           | sizilianischer Kapuziner und Heiliger                                         | 71    |       |
| 31. Mai | Pierre Jérémie Hainchelin                   | preußischer Finanzbeamter                                                     | 59    |       |

## Juni
| Tag      | Name                               | Beruf, bekannt als | Alter | Beleg |
| -------- | ---------------------------------- | --- | ----- | ----- |
| 4. Juni  | Berndt Otto II. von Stackelberg    | schwedischer Feldmarschall | 84    |       |
| 4. Juni  | Sylvius Ferdinand von Stwolinsky   | preußischer Generalmajor, Chef des Infanterieregiments Nr. 10 |       |       |
| 5. Juni  | Hans Heinrich Frey                 | Schweizer Unternehmer | 56    |       |
| 7. Juni  | Dubislaw von Platen                | preußischer General der Kavallerie, Gouverneur von Königsberg | 72    |       |
| 8. Juni  | Jakob Andreas Porte                | Sprachwissenschaftler, reformierter Theologe und Geistlicher | 80    |       |
| 10. Juni | María Antonia Vallejo              | spanische Schauspielerin und Sängerin | 36    |       |
| 10. Juni | Joseph Balthasar von Wilczek       | kaiserlicher Kämmerer, Feldzeugmeister und Oberst-Kriegskommissar                                                                                                   |       |       |
| 13. Juni | Josef Bárta                        | böhmischer Komponist |       |       |
| 14. Juni | Johann Georg Dominicus von Linprun | bayerischer Münz- und Bergrat, Mitinitiator der Bayerischen Akademie der Wissenschaften                                                                             | 73    |       |
| 14. Juni | Ernst von Stein                    | Jagdpage in Weimar und Jugendfreund von Johann Wolfgang von Goethe                                                                                                  | 19    |       |
| 16. Juni | August Wilhelm von Thüna           | preußischer Generalmajor, Chef des Infanterie-Regiments Nr. 23, Inspekteur der Infanterie-Regimenter der Mittelmark, Amtshauptmann von Schlanstedt und Oschersleben | 65    |       |
| 17. Juni | José de Gálvez y Gallardo          | spanischer Adeliger, Beamter und Minister | 67    |       |
| 18. Juni | John Egerton                       | britischer anglikanischer Bischof | 65    |       |
| 19. Juni | Sophie Hélène de Bourbon           | Prinzessin von Frankreich und Navarra |       |       |
| 20. Juni | Carl Friedrich Abel                | deutscher Komponist der Frühklassik | 63    |       |
| 24. Juni | Sigmund Haffner der Jüngere        | Salzburger Unternehmer und Stifter | 30    |       |
| 28. Juni | Johann Gotthelf Herzog             | deutscher Arzt | 48    |       |
| 28. Juni | Ernst Wilhelm von Kessel           | preußischer Landrat | 83    |       |
| Juni     | Ignazio Fiorillo                   | italienischer Opernkomponist und Hofkapellmeister | 72    |       |

## Juli
| Tag      | Name                                | Beruf, bekannt als                                                      | Alter | Beleg |
| -------- | ----------------------------------- | ----------------------------------------------------------------------- | ----- | ----- |
| 4. Juli  | Richard Jebb                        | englischer Mediziner                                                    |       |       |
| 4. Juli  | Charles de Rohan, prince de Soubise | französischer General und Staatsmann, Pair und Marschall von Frankreich | 71    |       |
| 7. Juli  | Friedrich von Eyben                 | deutscher Jurist und Diplomat                                           | 87    |       |
| 14. Juli | Carl Friedrich Jakob Schnabel       | Gerichtsschreiber und Stadtsyndikus in Elberfeld                        | 46    |       |
| 17. Juli | Maria Magdalena van Beethoven       | Mutter von Ludwig van Beethoven                                         | 40    |       |
| 17. Juli | Johann Ernst Döring                 | deutscher Orgelbauer                                                    | 83    |       |
| 17. Juli | Hannikel                            | deutscher Räuber in Württemberg                                         |       |       |
| 22. Juli | Johannes Graf                       | Schweizer Politiker                                                     | 72    |       |
| 24. Juli | Johann Christian von Hofenfels      | Minister, Staatsmann und Diplomat in Diensten des Herzogs Karl II       | 42    |       |
| 26. Juli | Eustachius Federl                   | Bischof und Apostolischer Vikar in Indien                               | 54    |       |
| 26. Juli | Christoph Weber                     | deutscher Mediziner, Brunnenarzt, Hofmedicus und Landphysicus           |       |       |
| 28. Juni | Jakob von Preysach                  | k.k Feldzeugmeister, General der Kavallerie                             |       |       |
| 28. Juli | Adolph Heinrich von Pritzelwitz     | königlich preußischer Oberst und Chef des vierten Artillerie-Regiments  |       |       |

## August
| Tag        | Name                                       | Beruf, bekannt als                                                                                        | Alter | Beleg |
| ---------- | ------------------------------------------ | --- | ----- | ----- |
| 1. August  | Alexander von der Mark                     | illegitimer Sohn König Friedrich Wilhelms II. von Preußen                                                 | 8     |       |
| 1. August  | Alfonso Maria de Liguori                   | italienischer Jurist, Bischof und Ordensgründer, der heiliggesprochen und zum Kirchenlehrer erhoben wurde | 90    |       |
| 2. August  | Johann Wilhelm Franz von Krohne            | deutscher Edelmann und Autor                                                                              | 49    |       |
| 5. August  | François Francœur                          | französischer Komponist und Violinist                                                                     | 88    |       |
| 13. August | Antoine René de Voyer de Paulmy d’Argenson | französischer Diplomat, Staatsminister, Bibliophiler und Romanist                                         | 64    |       |
| 14. August | Isaac de Pinto                             | niederländischer Philosoph, Gelehrter, Ökonom, Politiker, Geschäftsmann                                   | 70    |       |
| 20. August | Carl Christoph Wilhelm Fleischer           | deutscher Architekt                                                                                       | 60    |       |
| 23. August | Wilhelm Lesemann                           | deutscher lutherischer Theologe                                                                           | 60    |       |
| 27. August | Charles DeWitt                             | US-amerikanischer Politiker                                                                               | 60    |       |
| 29. August | Ludwig Anton von Wechmar                   | preußischer Oberst und Chef des Husaren-Regiments Nr. 6                                                   | 75    |       |
| 31. August | Michael Eberhard Prehn                     | deutscher Kaufmann, Ratsherr und Gutsbesitzer                                                             | 69    |       |

## September
| Tag           | Name                              | Beruf, bekannt als                            | Alter | Beleg |
| ------------- | --------------------------------- | --------------------------------------------- | ----- | ----- |
| 4. September  | Samuel Christian Hollmann         | deutscher Hochschullehrer                     | 90    |       |
| 4. September  | Louis-Frédéric Petitpierre        | Schweizer evangelischer Geistlicher           | 74    |       |
| 5. September  | Peter von Glasenapp               | preußischer Landrat                           |       |       |
| 12. September | Johann Daniel Busch               | deutscher Orgelbauer                          | 52    |       |
| 16. September | Johann Friedrich Blasius Ziesenis | deutscher Holz- und Steinbildhauer            |       |       |
| 26. September | Josef Hueber                      | bedeutender österreichischer Barockbaumeister |       |       |
| 27. September | Ignaz Franz Platzer               | Bildhauer des böhmischen Spätbarocks          | 70    |       |
| September     | Moses Browne                      | englischer Geistlicher und Dichter            |       |       |

## Oktober
| Tag         | Name                                     | Beruf, bekannt als | Alter | Beleg |
| ----------- | ---------------------------------------- | --- | ----- | ----- |
| 3. Oktober  | Pietro Melchiorre Ferrari                | italienischer Maler | 52    |       |
| 4. Oktober  | Philipp Jakob Greil                      | Tiroler Barockmaler | 58    |       |
| 5. Oktober  | Thomas Stone                             | britisch-US-amerikanischer Jurist und Plantagenbesitzer, einer der Gründerväter der USA                                               |       |       |
| 6. Oktober  | Christian Friedrich von Braunschweig     | preußischer Offizier, zuletzt Generalmajor sowie Chef des Kürassierregiments Nr. 9                                                    |       |       |
| 7. Oktober  | Johann Karl von Herberstein              | Bischof von Laibach | 68    |       |
| 7. Oktober  | Henry Melchior Mühlenberg                | Begründer der lutherischen Kirche in den USA                                                                                          | 76    |       |
| 14. Oktober | Johann Adam Schweickart                  | deutscher Zeichner und Kupferstecher                                                                                                  | 64    |       |
| 17. Oktober | Franz Xaver Adelmann von Adelmannsfelden | Weihbischof in Augsburg | 66    |       |
| 18. Oktober | Joachim Ehrenfried Pfeiffer              | deutscher evangelischer Theologe | 78    |       |
| 18. Oktober | Nikolaus Adaukt Voigt                    | böhmischer Piarist und Gelehrter | 54    |       |
| 20. Oktober | Johann Peter Wültgens                    | Besitzer von Steinkohle-Bergwerken im Raum Eschweiler                                                                                 | 49    |       |
| 25. Oktober | Adam Wenzel Batthyány-Strattmann         | ungarischer Magnat und Grundherr, zweiter Fürst von Batthyány-Strattmann                                                              | 65    |       |
| 25. Oktober | Adde Bernhard Burghardi                  | deutscher evangelisch-lutherischer Geistlicher, Hauptpastor der Lübecker Petrikirche und Senior des Lübecker Geistlichen Ministeriums | 77    |       |
| 25. Oktober | Johann Christoph Schinkel                | deutscher evangelischer Geistlicher                                                                                                   | 51    |       |
| 26. Oktober | Franz Sigismund Adalbert von Lehrbach    | deutscher Freiherr, Landkomtur des Deutschen Ordens, kaiserlicher Diplomat und Minister                                               | 58    |       |
| 28. Oktober | Johann Karl August Musäus                | deutscher Schriftsteller und Literaturkritiker                                                                                        | 52    |       |
| 30. Oktober | Ferdinando Galiani                       | italienischer Ökonom | 58    |       |

## November
| Tag          | Name                                   | Beruf, bekannt als                                                                            | Alter | Beleg |
| ------------ | -------------------------------------- | --------------------------------------------------------------------------------------------- | ----- | ----- |
| 2. November  | James Douglas, 1. Baronet (of Maxwell) | schottischer Offizier und Politiker, Mitglied des House of Commons                            |       |       |
| 4. November  | Johan Daniel Berlin                    | dänisch-norwegischer Komponist                                                                | 73    |       |
| 4. November  | George Ramsay, 8. Earl of Dalhousie    | schottischer Adeliger                                                                         |       |       |
| 5. November  | Johann David Steingruber               | markgräflicher Landbauinspektor und Baumeister vieler Kirchen im damaligen Fürstentum Ansbach | 85    |       |
| 6. November  | Friedrich August von Geyso             | kurhannoverscher Generalmajor                                                                 | 72    |       |
| 6. November  | Johann Gottlieb Tielke                 | kurfürstlicher Hauptmann                                                                      | 56    |       |
| 8. November  | Johann Karl Chotek von Chotkow         | böhmisch-österreichischer Hofkanzler                                                          | 83    |       |
| 8. November  | Caroline Schuch                        | deutsche Schauspielerin und Theaterdirektorin                                                 | 48    |       |
| 12. November | Maria Amoretti                         | italienische Juristin                                                                         | 31    |       |
| 14. November | Patrik Olivier von Wallis              | k.k. Feldmarschall-Lieutenant und Ritter des Maria-Theresia-Ordens                            |       |       |
| 15. November | Christian Ernst von Oelsen             | kurländischer Politiker und Landhofmeister                                                    | 57    |       |
| 15. November | Johann Casten                          | deutscher Küster und Pietist                                                                  | 71    |       |
| 15. November | Christoph Willibald Gluck              | deutscher Komponist                                                                           | 73    |       |
| 17. November | Didier-Pierre Diderot                  | katholischer Geistlicher, Stiftsherr                                                          | 65    |       |
| 19. November | Georg Andreas Högl                     | österreichischer Steinmetz des Barock                                                         | 72    |       |
| 23. November | Anton Schweitzer                       | deutscher Komponist                                                                           |       |       |
| 26. November | Emanuel von Graffenried                | Schweizer Politiker                                                                           | 60    |       |
| 27. November | François-Gaston de Lévis               | französischer General im Franzosen- und Indianerkrieg                                         | 68    |       |

## Dezember
| Tag          | Name                      | Beruf, bekannt als                                                          | Alter | Beleg |
| ------------ | ------------------------- | --------------------------------------------------------------------------- | ----- | ----- |
| 3. Dezember  | Anton IV. von Montfort    | deutscher Adliger und Militär, letzter Vertreter des Hauses Montfort        | 64    |       |
| 3. Dezember  | Philipp Erasmus Reich     | deutscher Buchhändler und Verleger                                          | 70    |       |
| 4. Dezember  | Georg Ludwig Ahlemann     | dänischer Konsistorialrat und Kirchenpropst                                 |       |       |
| 4. Dezember  | Matthäus Gottfried Hehl   | deutsch-amerikanischer Geistlicher und Bischof der Herrnhuter Brüdergemeine | 82    |       |
| 5. Dezember  | Benet Julià i Ros         | katalanischer Organist und Komponist                                        | 60    |       |
| 5. Dezember  | Sven Lagerbring           | schwedischer Historiker                                                     | 80    |       |
| 6. Dezember  | Franz Andreas Schega      | Medailleur und Stempelschneider                                             | 76    |       |
| 9. Dezember  | Bernhard von Kortzfleisch | preußischer Leutnant und Landrat                                            | 67    |       |
| 9. Dezember  | Bernhard Joachim Hagen    | deutscher Komponist und Lautenist                                           | 67    |       |
| 14. Dezember | Hermann Friedrich Kahrel  | deutscher Rechtswissenschaftler, Philosoph und Hochschullehrer              | 68    |       |
| 14. Dezember | Johann Samuel Patzke      | deutscher Pfarrer und Schriftsteller                                        | 60    |       |
| 18. Dezember | Johann Jakob Dusch        | deutscher Schriftsteller                                                    | 62    |       |
| 21. Dezember | Matthäus Stach            | deutscher Missionar                                                         | 76    |       |
| 23. Dezember | Louise-Marie de Bourbon   | französische Prinzessin und Karmelitin                                      | 50    |       |

## Datum unbekannt
| Tag | Name                                 | Beruf, bekannt als                                                                       | Alter | Beleg |
| --- | ------------------------------------ | ---------------------------------------------------------------------------------------- | ----- | ----- |
|     | Philipp Aaron                        | deutscher Medailleur und Stempelschneider                                                |       |       |
|     | Karl Friedrich von Beckwith          | Kommandeur der Legion Britanique, Chef des Infanterieregiments Nr. 48 in Wesel           |       |       |
|     | Magnus Brasch                        | deutscher Maler, Tiermaler                                                               |       |       |
|     | Francisco Javier Clavijero           | mexikanischer Schriftsteller                                                             |       |       |
|     | Elimelech von Lyschansk              | chassidischer Rabbiner und Zaddik und einer der Begründer des Chassidismus in Galizien   |       |       |
|     | Carlo Galli da Bibiena               | italienischer Dekorations- und Theatermaler                                              |       |       |
|     | Andrea Gigante                       | italienischer Architekt des Spätbarock                                                   |       |       |
|     | Johannes von Jenner                  | Schweizer Politiker                                                                      |       |       |
|     | Samuel Graves                        | britischer Admiral                                                                       |       |       |
|     | Francesco Griselini                  | italienischer Gelehrter, Naturwissenschaftler, Reisender und Banater Geschichtsschreiber |       |       |
|     | Karl Friedrich Mende                 | evangelischer Prediger                                                                   |       |       |
|     | Jacob Mumenthaler-Marti              | Schweizer Wundarzt und Chirurg                                                           |       |       |
|     | Nachum von Tschernobyl               | chassidischer Rabbiner und Begründer der Twersky-Dynastie                                |       |       |
|     | Dennis O’Kelly                       | irischer Pferdezüchter                                                                   |       |       |
|     | Hans Friedrich von Rochow            | preußischer Generalleutnant und Berliner Kommandant während des Siebenjährigen Krieges   |       |       |
|     | Johann Albert Roetig                 | deutscher Uhrmacher                                                                      |       |       |
|     | Johann Sartorius der Jüngere         | lutherischer Pfarrer, Kirchenmusiker und Komponist                                       |       |       |
|     | August Ferdinand von der Schulenburg | preußischer Offizier, zuletzt Generalmajor                                               |       |       |
|     | Johann Rudolf Sinner                 | Schweizer Schriftsteller und Magistrat                                                   |       |       |
|     | Johann Friedrich Syer                | deutscher Orgelbauer                                                                     |       |       |
|     | Johann Tobias Volkmar                | deutscher lutherischer Geistlicher                                                       |       |       |
|     | Johann Anton von Woltter             | Chemiker und Physiker                                                                    |       |       |
|     | Mary Ann Yates                       | englische Schauspielerin und Tänzerin                                                    |       |       |